# Остеоглицин
Остеоглицин (мимекан) - белок человека, кодируемый геном OGN. Описаны три транскрипт-варианта белка. Экспрессия гена ассоциирована с гипертрофией левого желудочка сердца.